# Hans Holmér
Hans Gillis Åke Holmér, född 28 december 1930 i Stockholm, död 4 oktober 2002 i Alstad, Skåne län, var en svensk ämbetsman inom polisväsendet och författare till flera kriminalromaner. Holmér var chef för säkerhetspolisen 1970–1976 och polismästare i Stockholm 1976–1987. Holmér är mest känd för att han vid tiden för mordet på Olof Palme var länspolismästare i Stockholms län och utsåg sig själv till spaningsledare för mordutredningen.

## Biografi

### Utbildning och karriär
Hans Holmér växte upp på Rörstrandsgatan i Stockholm som det tredje barnet till riksidrottsinstruktören Gösta Holmér och hans finskfödda hustru Aslög Roos. Äldste brodern Gustaf Holmér blev professor i romanska språk.
Han studerade vid Norra Latin och avlade studentexamen 1950. Samma år gjorde han militärtjänstgöring vid Jägarskolan i Kiruna, där han även genomgick kadettutbildning och sedermera blev kapten. Holmér började inom polisen 1952, genomgick polischefskurs i Solna 1955–1956 och tjänstgjorde som biträdande landsfiskal med mera i Stockholms län 1956–1962. År 1962 avlade han juris kandidatexamen och genomgick tingstjänstgöring 1963–1964. Året efter fick han anställning som kammaråklagare i Stockholm. År 1966 blev han byråchef vid Rikspolisstyrelsen. I den befattningen ansvarade han för budget, ekonomi och juridik, och uppmärksammades av cheferna för sin effektivitet.
Åren 1970 till 1976 var han chef för Rikspolisstyrelsens säkerhetsavdelning (RPS/Säk) och efterträdde då P.G. Vinge i den befattningen. Vinge, som själv var på kant med socialdemokraterna, kritiserade utnämningen i sina memoarer och menade att Holmér fått tjänsten som "ett sätt för socialdemokratin att få Säpo inlemmat i den egna maktsfären" eftersom de inte litade på "oberoende och självständiga myndigheter". Inledningsvis hade rikspolischef Carl Persson en positiv inställning till Holmér, som framstod som bestämd, lojal och karismatisk. Desto mer betänksam blev Persson emellertid när Holmér som nytillträdd framlade förslag på att skrota säkerhetspolisens byråer och underställa hela organisationen honom själv. Detta avfärdade Persson genast. I sina memoarer skildrar Persson därefter honom som konspirerande, oärlig och publicitetslusten. Utländska underrättelsetjänster, påstår Persson, saknade förtroende för honom och höll honom utanför vid kontakter med Säpo. Chefen för kontraspionaget Olof Frånstedt hade Holmér dålig relation till, särskilt efter att Frånstedt blev varse Holmérs planer på att med regeringens hjälp avsätta Carl Persson och själv tillträda som rikspolischef.
Tiden som Säpochef blev problematisk och när den så kallade sjukhusspionen avslöjades skickades Hans Holmér och Ebbe Carlsson, som då var pressekreterare för justitieminister Lennart Geijer, till Göteborg för att utreda. Deras rapport hemligstämplades och de påstod att det fanns kopplingar mellan personalen på Sahlgrenska och terroristen Ilich Ramírez Sánchez.
Holmér blev 1976 polismästare i Stockholm och var från 1984 länspolismästare i Stockholms län, en befattning som han lämnade 1987. Som polismästare inrättade Holmér 1982 fyra så kallade gatuvåldsgrupper i Stockholm för att få bukt med det ökade gatuvåldet. En av dessa utmärkte sig och ertappades med kontroversiella metoder och övervåld och blev känd under namnet Baseballigan. Holmér var i egenskap av chef för stockholmspolisen involverad i ett antal grova utredningar, bland annat om vissa hot mot SJ. Rikskriminalens chef Tommy Lindström, som tidvis arbetade nära Holmér, beskriver honom som viljestark och som gärna hade stora grupper bakom sig vid beslutsfattande. Detta, menar Lindström, var orsaken till att Holmér efter Palmemordet bildade en överbefolkad spaningsledning.
På sommaren 1976 delgavs statsminister Olof Palme Carl Perssons promemoria gällande misstankar om att högt uppsatta socialdemokratiska politiker varit kunder hos prostituterade. Palme ville inte tillsätta en kommission, utan uppdrog åt polismästare Holmér att göra en utredning om saken. Holmér hörde sig för inom stockholmspolisen och tre dagar senare, den 27 augusti, redovisade han inför Thage G. Peterson att anklagelserna var "rykten och struntprat". Holmérs utredning låg sedan till grund för Palmes offentliga dementi när Geijeraffären briserade i november 1977.

### Mordet på Olof Palme
När statsminister Olof Palme blev mördad den 28 februari 1986 var Holmér på väg till Sälen för att delta i Vasaloppet för artonde gången i rad. Under mordnatten sov Holmér och hans dåvarande flickvän på Scandic Hotell i Borlänge för att dagen därpå fortsätta sin resa. Under morgonen den 1 mars fick Holmér veta av receptionisten om mordet, varefter han genast avbröt sin resa och begav sig till Stockholm.
Mordspaningen leddes under natten av Stockholms biträdande länspolismästare Gösta Welander tills Holmér övertog ansvaret på förmiddagen den 1 mars. Genast bildade han en ledningsgrupp bestående av cheferna för de berörda avdelningarna samt med Klas Bergenstrand som justitiedepartementets observatör. Holmér kom därefter att fungera som polischef, förundersökningsledare och spaningsledare; funktioner som egentligen borde delats mellan tre personer. Chefsåklagare K.G. Svensson var sedan mars månad förundersökningsledare enbart för den delen av utredningen som omfattade den så kallade 33-åringen, medan Holmér kvarstod som förundersökningsledare över resten av utredningen. Förhållandet ändrades den 1 maj, då överåklagare Claes Zeime tillsatte sig själv som förundersökningsledare. Misstankarna mot 33-åringen bedömdes så starka att skäl för häktning förelåg, men Svensson underkände en indicierna, en vittneskonfrontation med 33-åringen, och lät försätta honom på fri fot. Detta vållade aggressioner från Holmér, som via justitieministern försökte få Svensson utbytt som förundersökningsledare, men misslyckades.
Holmér och chefen för kriminalavdelningen Hans Wranghult beslutade om vissa åtgärder, men Holmér var den slutliga beslutsfattaren angående samordning och information. Liknande ledningsgrupper med Holmér som chef hade förekommit vid några tidigare tillfällen med positiva resultat. Vid senare analyser har risker påtalats med att länspolismästaren personligen ledde mordutredningen och att ledningsgruppen, som inledningsvis var effektiv, bestod så länge och blev en permanent instans.
Vissa inom utredningen ansåg Holmér enväldig och att hans åsikter dominerade agendan. Kartläggningen av Olof Palmes personliga förhållanden skötte han inledningsvis ensam innan rikskriminalchefen Tommy Lindström tog över uppgiften och Holmér förhörde själv Lisbeth Palme den 25 mars 1986, vilket var det första längre förhöret med henne. Regelbundet informerade Holmér statsminister Ingvar Carlsson, justitieminister Sten Wickbom och partiledarna om utvecklingen och inriktningen på PKK. Gentemot media var Holmér ofta tillgänglig för intervjuer och pressmottagningar. Den 4 mars 1986 utfäste han en belöning på 500 000 kronor för tips som kunde leda till att gärningsmannen ertappades.
På sommaren och hösten 1986 orienterades utredningen alltmer mot det som Holmér kallade "huvudspåret", det vill säga kurdiska arbetarpartiet PKK. Åklagarna delade inte uppfattningen om PKK som det mest framkomliga uppslaget, och utan att ha förankrat det hos Zeime, sade Holmér sig vara 95 procent säker på huvudspåret i en TV-intervju i december 1986. Ett större tillslag mot PKK, kallat Operation Alfa, genomfördes i januari 1987 och då det visade sig fruktlöst, brast relationen mellan spaningsledningen och åklagarna. Holmér insisterade på att polisen skulle få fortsätta utreda PKK, medan åklagarna kunde utbryta delar av utredningen som de ansåg vara intressanta. Rikspolischef Holger Romander ingrep och föreslog en utredningsorganisation, där Holmér skulle fråntagas chefskapet och i stället ingå i en samordningsgrupp tillsammans med PG Näss och Tommy Lindström. Detta vägrade Holmér acceptera och hotade att ta avsked som länspolismästare. Den 5 februari 1987 tillsattes emellertid den nya organisationen med Ulf Karlsson som spaningsledare. Förundersökningsledarskapet innehades av Axel Morath, biträdd av Anders Helin och Solveig Riberdahl. Holmér avgick från utredningen och polisen den 5 mars 1987. Formellt upphörde hans tjänst som länspolismästare i september.
I efterdyningarna av Ebbe Carlsson-affären dömdes Holmér i buggningsrättegången 1990 för två fall av olovlig avlyssning till 90 dagsböter. Bakgrunden var att Holmér i augusti 1986 vid två tillfällen uppmanat Säpos operative chef PG Näss att avlyssna ett antal misstänkta PKK:are som kunde ha med Palmemordet att göra.

### Övriga uppdrag
1983 var Holmér ordförande i regeringen Palmes narkotikakommission. Bland övriga ledamöter fanns departementsrådet, blivande rikspolischefen Sten Heckscher, och chefsåklagare Solveig Riberdahl.
Åren 1988–1989 var Holmér expert åt FN i narkotikafrågor. Han var ordförande i Svenska Friidrottsförbundet 1981–1985. Han efterträddes efter en intern strid av Folke Englund, som vann omröstningen med siffrorna 96-8. Därefter var han under några år ordförande för friidrottssektionen i Mälarhöjdens IK. Sedan 1993 var Holmér ordförande i Svenska Bob- och Rodelförbundet. Rollen som spaningsledare för Palmeutredningen gjorde Holmér så uppmärksammad att han korades till årets svensk 1986.
På 1990-talet medverkade han i ett flertal TV-program; däribland Du bestämmer! och Dilemma samt hade en biroll i avsnittet Den ohyggligt fule i TV-serieversionen av Bert. År 1993 ledde han det egna kriminalmagasinet Holmér på TV4.

### Författare
Mellan 1990 och 2001 skrev Holmér ett tiotal kriminalromaner om ordningspolisen Arvid "Loppan" Roos. Ett par år innan Palmemordet påbörjade han en första polisroman som han presenterade för Ebbe Carlsson och Åke Runnquist på Albert Bonniers Förlag. Med hänsyn till hans yrke föreslog Ebbe Carlsson att han skulle skriva under pseudonym, men bokprojektet hanns inte med förrän efter Holmérs frånträde.
Motivationen till skrivandet var att Holmér ville göra upp med, vad han ansåg vara, stereotypa skildringar av svensk polis och han sade sig vilja beskriva polisarbetet så autentiskt som möjligt. Han menade att karaktärerna i böckerna saknade förebilder och att alla fall är uppdiktade. Holmér ogillade pusseldeckare och ville i stället fokusera på hur polisen kommer fram till lösningen på brotten. Böckerna sålde bra, men Holmér upplevde det som att merparten av recensenterna bedömde dem på basis av vad de ansåg om honom och hans yrkesgärning snarare än utifrån böckernas kvalitet. Romanerna sålde mellan 11 000 och 15 000 exemplar, exklusive pocketutgåvorna.